# Temperaturanomalien im Jahr 2020
| Monat     | Global  | Europa  |
| --------- | ------- | ------- |
| Januar    | 0,77 °C | 3,1 °C  |
| Februar   | 0,80 °C | 3,9 °C  |
| März      | 0,68 °C | 2 °C    |
| April     | 0,70 °C | 0,6 °C  |
| Mai       | 0,63 °C | −0,3 °C |
| Juni      | 0,53 °C | 1,3 °C  |
| Juli      | 0,49 °C | 0,2 °C  |
| August    | 0,44 °C | 1,1 °C  |
| September | 0,63 °C | 1,8 °C  |
| Oktober   | 0,62 °C | 1,6 °C  |
| November  | 0,77 °C | 2,2 °C  |
| Dezember  | 0,43 °C | 2,3 °C  |
| Jahr 2020 | 0,6 °C  | 1,6 °C  |

Die Temperaturanomalien im Jahr 2020 sind Abweichungen von Temperaturmittelwerten für das Jahr 2020. Dieser Artikel umfasst dabei die Anomalien der Monatsmitteltemperaturen. Als Vergleich dient die Normalperiode 1981–2010, die der damalige Referenzzeitraum der Weltorganisation für Meteorologie ist. Die Abweichungen werden nach Zahlen zum einen global und zum anderen ausschließlich für Europa betrachtet und beruhen auf den Angaben des Copernicus Climate Change Service.
Die globale Jahresmitteltemperatur lag 0,6 °C über der Normalperiode, gleichauf mit dem bisherigen Rekordjahr 2016. In Europa wurde das wärmste Jahr seit Messbeginn verzeichnet, mit einer Jahresmitteltemperatur von 1,6 °C über der Normalperiode. In der Schweiz lag die Jahresmitteltemperatur mit 6,9 °C ebenso hoch wie im bisherigen Rekordjahr 2018.

## Januar
Der Januar 2020 war der wärmste Januar seit Messbeginn, sowohl weltweit als auch in Europa. In der Schweiz wurde mit 2,4 °C über der Norm der sechstwärmste Januar seit Messbeginn 1864 verzeichnet.

## Februar
Der Februar 2020 war der zweitwärmste Februar seit Messbeginn, sowohl weltweit als auch in Europa. In der Schweiz wurde mit 1,6 °C über der Norm der zweitwärmste Februar seit Messbeginn 1864 verzeichnet.

## März
Weltweit war der März 2020 der viertwärmste März seit Messbeginn; und in Europa der sechstwärmste seit 1979. In der Schweiz lag das landesweite Mittel 0,6 °C über der Norm.

## April
Weltweit war der April 2020 nur 0,01 °C kühler als April 2016, der wärmste April in diesem Datensatz. In Europa wurden das dreizehntwärmste Jahr seit der Jahrhundertwende verzeichnet. In der Schweiz wurde im landesweiten Mittel 7,6 °C verzeichnet, was zusammen mit dem April 2011 der drittwärmste April war, wobei sich der zweitwärmste April aus dem Jahr 2018 mit 7,8 °C eigentlich ebenso mild zeigte. Deutlich über diesen Werten lag nur der April 2007 mit landesweit 9 °C.

## Mai
Weltweit war der Mai 2020 der wärmste Mai in diesem Datensatz. In der Schweiz lag das landesweite Mittel 1 °C über der Norm.

## Juni
Weltweit war der Juni 2020 weniger als marginale 0,01 °C kühler als der Juni 2019, der wärmste Juni in diesem Datensatz und nur 0,1 °C wärmer als der Juni 2016, der drittwärmste Juni. In Europa entspricht die Monatsmitteltemperatur 2020 der des Juni 1999; die beiden Monate sind gemeinsam die zweitwärmsten Junis in diesem Datensatz, nach Juni 2019. In der Schweiz lag das landesweite Mittel mit 11,8 °C genau auf der Norm.

## Juli
Weltweit war der Juli 2020 der drittwärmste Juli in diesem Datensatz, nach 2016 und 2019. In der Schweiz lag das landesweite Mittel 1,2 °C über der Norm.

## August
Weltweit war der August 2020 der viertwärmste August seit Beginn der Wetteraufzeichnungen. In der Schweiz lag das landesweite Mittel 1,4 °C über der Norm.

## September
Weltweit und in Europa war der September 2020 der wärmste September seit Beginn der Wetteraufzeichnungen. In der Schweiz lag das landesweite Mittel 1,6 °C über der Norm.

## Oktober
Der Oktober 2020 war in Europa der wärmste Oktober seit Messbeginn; und weltweit der drittwärmste in diesem Datensatz. In der Schweiz lag das landesweite Mittel 1,2 °C unter der Norm.

## November
Weltweit war der November 2020 mit großem Abstand der wärmste November seit Beginn der Wetteraufzeichnungen; in Europa der zweitwärmste. In der Schweiz lag das landesweite Mittel 2,5 °C über der Norm.

## Dezember
Weltweit war der Dezember 2020 der sechstwärmste seit Beginn der Wetteraufzeichnungen; in Europa der fünftwärmste. In der Schweiz lag das landesweite Mittel 0,5 °C über der Norm.